# 가타쿠라 가게쓰나

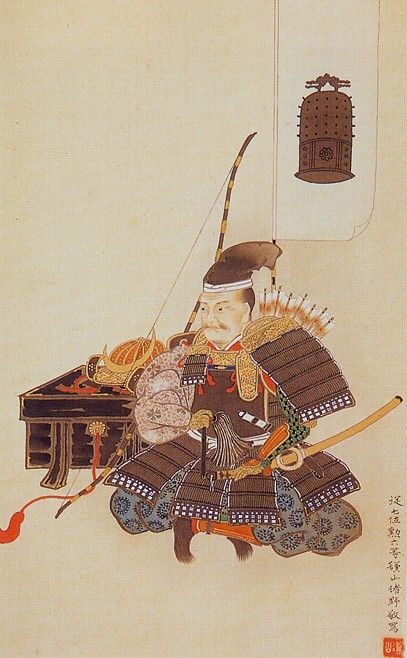
가타쿠라 가게쓰나

가타쿠라 가게쓰나(片倉景綱)는 센고쿠 시대부터 에도 시대 전기까지의 무장이다. 다테씨의 가신.
|  | 제1대 시로이시 가타쿠라가 당주 | 후임 가타쿠라 시게나가 |